# ビーイング・ボアリング
「ビーイング・ボアリング」(Being Boring)は、ペット・ショップ・ボーイズの楽曲。4枚目のスタジオ・アルバム『ビヘイヴィアー：薔薇の旋律』からの2枚目のシングルとしてリリースされた。
1986年の「オポチュニティーズ」以来、全英シングルチャートTOP10入りを逃した。
ミュージック・ビデオはブルース・ウェーバーが監督を務めた。

## 背景、歌詞と音楽
この曲は成長しゆくにつれて、人の認知と価値観が変わってゆくことについて歌われている。タイトルは日本でデュオに対して「つまらなくなった」と批評した事が由来となっており、ゼルダ・セイヤー の「彼女は退屈を嫌がった、なぜなら彼女は退屈していなかったから」を引用している。1993年のインタビューでニール・テナントは「ビーイング・ボアリング」について「私たちが書いた曲の中で最高の曲の一つ」と述べ、続けて「私にとってはこの曲はとても個人的な曲であり、AIDSで亡くなった私の友人について歌っている。ティーンエイジャーを経てロンドンに移住して私は有名になったが彼は病に倒れた」と語った。
この曲はウェスト・グラスゴーのスタジオで「マイ・オクトーバー・シンフォニー」「ザ・エンド・オブ・ザ・ワールド」、未発表の「ラヴ・アンド・ウォー」といった楽曲とともにデモが録音された。この段階で歌詞の最初の2節、最初はフィッツジェラルドの引用がしてある招待状に言い表せられるパーティーについて歌われ、次にテナントの70年代のニューキャッスルでの生活が歌われた部分が完成しており、3節目は曲の録音の間近になって書き上げられた。最後の節ではペット・ショップ・ボーイズとして世界を飛び回った80年代についてを歌い、AIDSで亡くなったテナントの友達がそこにいてくれたらと願う。
その後、デモはミュンヘンのレッド・ディア・スタジオでプロデューサーのハロルド・フォルターメイヤーにプレゼンされ、それにより彼の専門分野であるアナログ・シンセサイザーが曲の前面に来るようになる。曲の基本はRoland TR-808とRoland TR-909のドラム・マシーンによって奏でられ、そこにRoland TB-303のベース・シンセサイザーが絡む。シンセサイザーはRoland Jupiter-8も使われて、イントロやメロディーに見られる折り重なるような質感を演出している、またメイン・メロディーにてJupiter 8とブレンドする形でOberheim OB-8と、更にハープのグリッサンドにSynclavierも使われている。
ロンドンのSarm West Studiosでジュリアン・メンデルソーンとともに更に仕上げられ、"wakka-wakka" のギターラインはJ.J. Belleがアイザック・ヘイズの「黒いジャガーのテーマ」(1971年)に影響される形で演奏した。さらにその他いくつかのパートも同地で録音された。

## 収録曲
日本盤 3"シングル
1. ビーイング・ボアリング　- 4:50
2. 灯りを消して - 4:00

## チャート
| チャート (1990–1991年)                                               | 最高位 |
| -------------------------------------------------------------------- | ------ |
| オーストラリア (ARIA)                                                | 82     |
| オーストリア (Ö3 Austria Top 40)                                     | 30     |
| ベルギー (Ultratop 50 Flanders)                                      | 27     |
| カナダ トップシングルス (RPM)                                        | 90     |
| ヨーロッパ (Eurochart Hot 100 Singles)                               | 27     |
| フィンランド (Suomen virallinen lista)                               | 5      |
| ドイツ (GfK Entertainment charts)                                    | 13     |
| アイルランド (IRMA)                                                  | 17     |
| イタリア (Musica e dischi)                                           | 5      |
| オランダ (Single Top 100)                                            | 66     |
| スペイン (AFYVE)                                                     | 13     |
| スウェーデン (Sverigetopplistan)                                     | 16     |
| スイス (Schweizer Hitparade)                                         | 16     |
| UK シングルス (OCC)                                                  | 20     |
| 米国 ダンス・シングルス・セールス（Billboard) 「シリアスリー」と合算 | 10     |